# Нурме, Симон
Нильс Симон Эрик Нурме (швед. Nils Simon Erik Nurme; 24 ноября 1982, Лаксо, Швеция) — шведский футболист, вратарь.

## Карьера
Первый матч сыграл за «Дегерфорс», в 2007 году. До этого числился в составе «Эребру», но ни разу не выходил на поле. В 2009 году выступал за клуб «Сюрианска». В Аллсвенскан дебютировал в составе «Эребру» 8 августа 2010 года в матче против «Отвидаберга». С 2012 по 2014 годы играл за «Мариехамн». Являлся основным вратарём.